# András Botos
András Botos, född den 6 mars 1952 i Salgótarján, Ungern, är en ungersk boxare som tog OS-brons i fjäderviktsboxning 1972 i München. I semifinalen förlorade Botos mot Boris Kuznetsov från Sovjetunionen med 0-5.